# Alkborough
Alkborough – wieś w Anglii, w hrabstwie ceremonialnym Lincolnshire, w dystrykcie (unitary authority) North Lincolnshire. Leży 51 km na północ od Lincoln i 245 km na północ od Londynu.
W 2001 miejscowość liczyła 455 mieszkańców.